# Centenário da imigração japonesa ao Brasil
O centenário da imigração japonesa no Brasil é uma comemoração que celebra os cem anos da imigração japonesa no Brasil e que teve sua comemoração em 18 de junho de 2008, dia em que ocorreu no país a visita do príncipe-herdeiro do trono do Japão, Naruhito. O príncipe faz visitas às áreas com maior concentração dos nipo-descendentes no Brasil. Esta data foi escolhida por ser a data exata do centenário de chegada do primeiro navio com imigrantes japoneses.

## Homenagem do Carnaval de São Paulo
Os "100 anos da imigração japonesa" foi o enredo oficial de escolas de samba, como a Porto da Pedra, no Carnaval Carioca, a Vila Maria e a Prova de Fogo, na cidade de São Paulo.
A japonesa Yuka Chan foi a rainha da bateria da Unidos de Vila Maria, além de participar também do carnaval baiano. Ela representou os turistas e imigrantes japoneses durante as festividades, sambando de kimono ao lado do bailarino Antônio Cozido.

## Escolha das mascotes
Houve inicialmente um concurso para a escolha da mascote que teve cerca de 200 inscritos, sem vencedor. A comissão julgadora julgou que nenhum dos 25 trabalhos selecionados alcançou os resultados esperados. A "Associação da Comemoração do Centenário da Imigração Japonesa no Brasil" (ACCIJB) escolheu, no dia 10 de janeiro de 2008, o cartunista Maurício de Sousa, criador da Turma da Mônica, para criar o personagem-mascote para a celebração do Centenário da Imigração Japonesa no Brasil. Maurício de Sousa prontamente aceitou o convite e dispôs-se a colaborar voluntariamente para o Centenário..
Em uma cerimônia especial em Brasília no dia 17 de Janeiro de 2008, o cartunista Maurício de Sousa apresentou oficialmente o mascote do Ano do Intercâmbio Brasil-Japão.. O desenhista disse que o personagem foi baseado em um de seus filhos com ajuda de sua esposa, Alice Takeda, descendente de japoneses. O nome do mascote é Tikara (力) (lê-se Tikará), que significa força, vigor e energia, representando a força que os imigrantes japoneses reuniram na jornada para chegar ao Brasil, país de cultura e costumes totalmente diferentes, estabelecendo-se com sucesso."Procuramos evitar nomes próprios e escolher uma palavra japonesa com significado forte e sílabas marcantes para caracterizar o personagem", afirmou Mauricio de Sousa. O quadrinhista pretende adicionar Tikara em sua galeria de personagens e, em breve, introduzi-lo nas histórias em quadrinhos da Turma da Mônica. O mascote foi recebido com aplausos por autoridades, convidados e nikkeis que lotaram o palácio do Itamaraty.

### Keika
Entusiasmado com a grande repercussão de Tikara, Maurício de Sousa resolveu criar uma companheira: a meiga Keika. O nome significa: "aquele (a) que acrescenta bravura, pureza,integridade e honestidade."
Keika e Tikara serão utilizados nos cartazes e materiais de divulgação dos eventos comemorativos e também serão incorporados às histórias da Turma da Mônica. Ela foi apresentada dia 13 de Fevereiro de 2008. Já houve, inclusive, interesse do Governo Japonês em também utilizá-los.
No dia 28 de abril do mesmo ano, Maurício de Sousa e sua esposa participaram de um encontro no Japão, no qual foram recebidos pelo imperador Akihito, a imperatriz Michiko e o príncipe herdeiro Naruhito. O encontro ocorreu em Tóquio, onde o desenhista responsável pela criação dos personagens Tikara e Keika, as mascotes do Centenário. No encontro estavam presentes o ministro dos Negócios Estrangeiros do Japão, Masahiko Koumura, autoridades do governo japonês e representantes da Fundação Japão e Associação para Comemoração do Centenário da Imigração Japonesa – ACCIJ. Na cerimônia, Mauricio de Sousa entregou ao imperador um quadro com a imagem dos personagens, que a partir de então, passou a compor o acervo de obras de arte do palácio imperial japonês. Desde então o correio nipônico utilizou por uma semana um carimbo oficial com a imagem de Tikara e Keika.

## Comemorações no Brasil

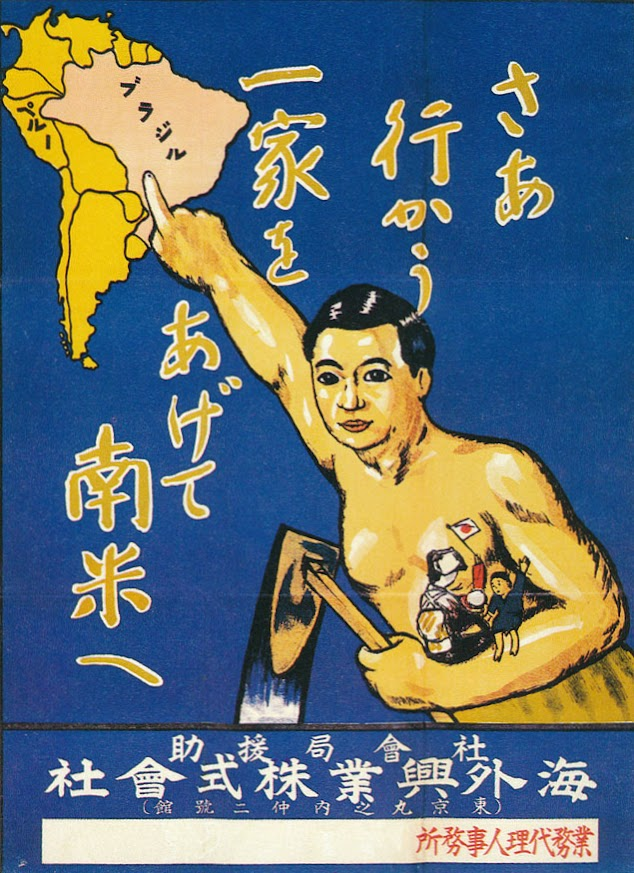
Cartaz japonês incentivando a emigração para o Brasil (início do século XX)

Ao longo do ano houve comemorações de pequeno e grande porte em diversos estados brasileiros, por maior parte em São Paulo e Paraná. As festividades começaram desde a entrada do Ano Novo, mas as comemorações oficiais foram abertas no dia 18 de Junho, quando o navio Kasato Maru ancorou no Porto de Santos, trazendo as primeiras 165 famílias japonesas que ansiavam o sonho de uma vida melhor. Em Curitiba é celebrado anualmente um festival comemorando a imigração japonesa, o Imin Matsuri (移民祭り, "Festival de Imigração"); no ano do centenário, o festival apenas teve proporções maiores do que o convencional. As celebrações terminaram oficialmente em agosto do mesmo ano.

### Amazonas
No Amazonas é criado a Fundação Koutakukai, no qual está registrada as histórias dos japoneses pioneiros no estado. Além de celebrar os 70 anos da imigração japonesa em terra amazônica, a fundação busca criar mais laços com os descendentes desses colonos.

### Bahia
Na Bahia houve eventos desde agosto de 2007, incluindo exposições de quadros, apresentações de corais musicais, inclusões culturais nas escolas, shows pirotécnicos entre vários outros eventos.
No réveillon da Bahia no mesmo ano, foi lembrado o Centenário da Imigração Japonesa. A festa foi em Farol da Barra e contou com 500 mil pessoas.

### Brasília/Goiás
Em Brasília e Goiás está havendo vários trabalhos educativos e projetos. Entre eles estão: Apresentações de grupos teatrais, Cerimônias Oficiais, Construção do espaço Cultural Brasil-Japão, Apresentações de Artes e Eventos Esportivos.
Um livro comemorativo foi lançado em Maio, contando o histórico da imigração japonesa em Goiás e Distrito Federal. O livro foi pesquisado por Cecília Saito e uma equipe de pesquisa que envolveu 20 pessoas dirigido pela Associação Nipo-Brasileira de Goiás.

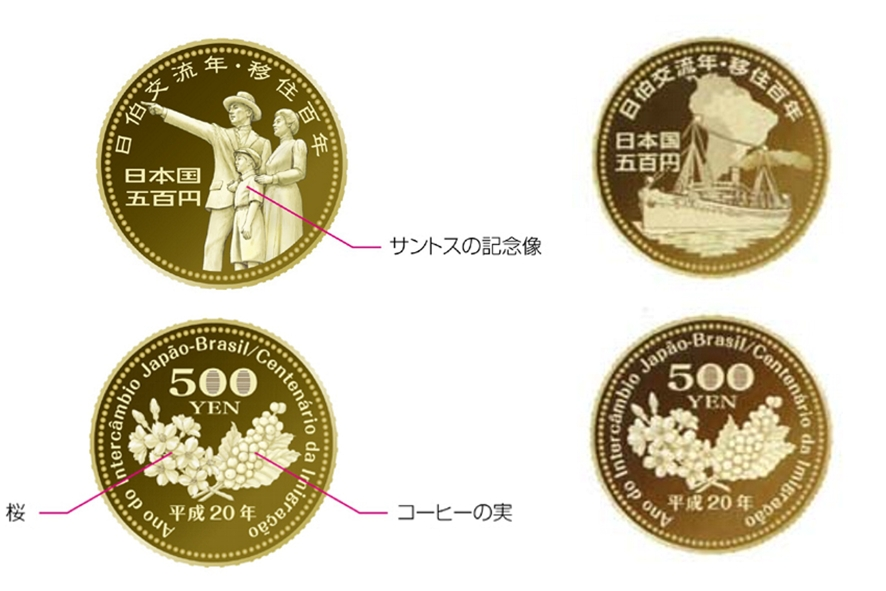
Moedas de 500 yens comemorativas de 100 anos de imigração japonesa para o Brasil. No verso, cerejeiras e café.

Moedas comemorativas de 2 reais dos 100 anos de imigração japonesa para o Brasil.

### Ceará
Apesar de não ocorrer nenhuma comemoração oficial, o estado está fitando laços com a cultura nipônica. Em uma palestra em comemoração ao centenário da imigração japonesa no Brasil, realizada na Fiec, o economista e professor Paulo Yokota afirmou que há um interesse muito grande em energia e produtos naturais e discutiram questões para um maior envolvimento entre o país e o estado.
O governo japonês assina um acordo para o Desenvolvimento de Políticas e Recursos Humanos (o PHRD) do Governo japonês: US$ 850 mil. O cônsul geral do Japão em Recife se encontrará em uma solenidade no Palácio de Iracema que contará com a participação do secretário das Cidades, Joaquim Cartaxo, representantes do Banco Mundial (Bird), além de prefeitos, vereadores e empresários do Cariri. A doação será usada em projetos e estudos necessários para o programa Cidades do estado do Ceará.

### Alagoas
A comemoração foi realizada em Maceió no Centro Cultural e de Exposições de Maceió,não foi uma comemoração oficial,em Alagoas a em media 50 famílias de descendentes de japoneses.O cônsul japonês, Toshio Watanabe, esteve em Maceió para participar do evento, promovido pelas famílias de descendentes japoneses que vivem no Estado e por amigos e amantes da cultura oriental. Os eventos foram:
- Abertura e apresentação de Taikô
- Concerto com Tomoko Hirokawa, Wesley Mrtins e Heraldo França
- Exposição de fotos
- Apresentação de Yosakoi
- Apresentação Banda de J-POP
- Demonstração de Artes Marciais
- Exibição de programa japoneses
- Palestra de Mangás

Dados do Site Primeira Edição:«100 anos da imigração japonesa em Alagoas»